# Bensjö
Bensjö är en småort i Bräcke kommun i Jämtlands län belägen i Bräcke distrikt (Bräcke socken) vid Bensjön omkring fem kilometer söder om centralorten Bräcke. Mittbanan passerar genom byn. I närheten passerar även väg E14.